# 特爾紹爾茨鄉
47°57′N 23°21′E / 47.950°N 23.350°E
特爾紹爾茨鄉（羅馬尼亞語：Comuna Târșolț, Satu Mare），是羅馬尼亞的鄉份，位於該國西北部，由薩圖馬雷縣負責管轄，面積32平方公里，海拔高度169米，2007年人口2,960，人口密度每平方公里92人。